# Fernando Mora Martínez
Fernando Mora Martínez (Madrid, 1878-Zaragoza, 1936) fue un escritor y periodista español.

## Biografía
Nació en Puente de Vallecas en 1878, el día 15 de junio. Descrito como un «notable literato, que cultiva la novela madrileña del pueblo bajo, con singular acierto», fue autor de títulos como Venus rebelde (novela, 1909), Nieve (cuentos, 1910), Los vecinos del héroe (novela, 1911), La noche de San José. El patio de Monipodio (1912), El misterio de la Encarna (1915), A orillas del Manzanares (1918), El otro barrio (1918) y Los hijos de nadie (novela, 1919),entre otros muchos. De pensamiento republicano, fue fusilado el 24 de noviembre de 1936 en Zaragoza por el bando franquista.